# Peter-Paul Joopen

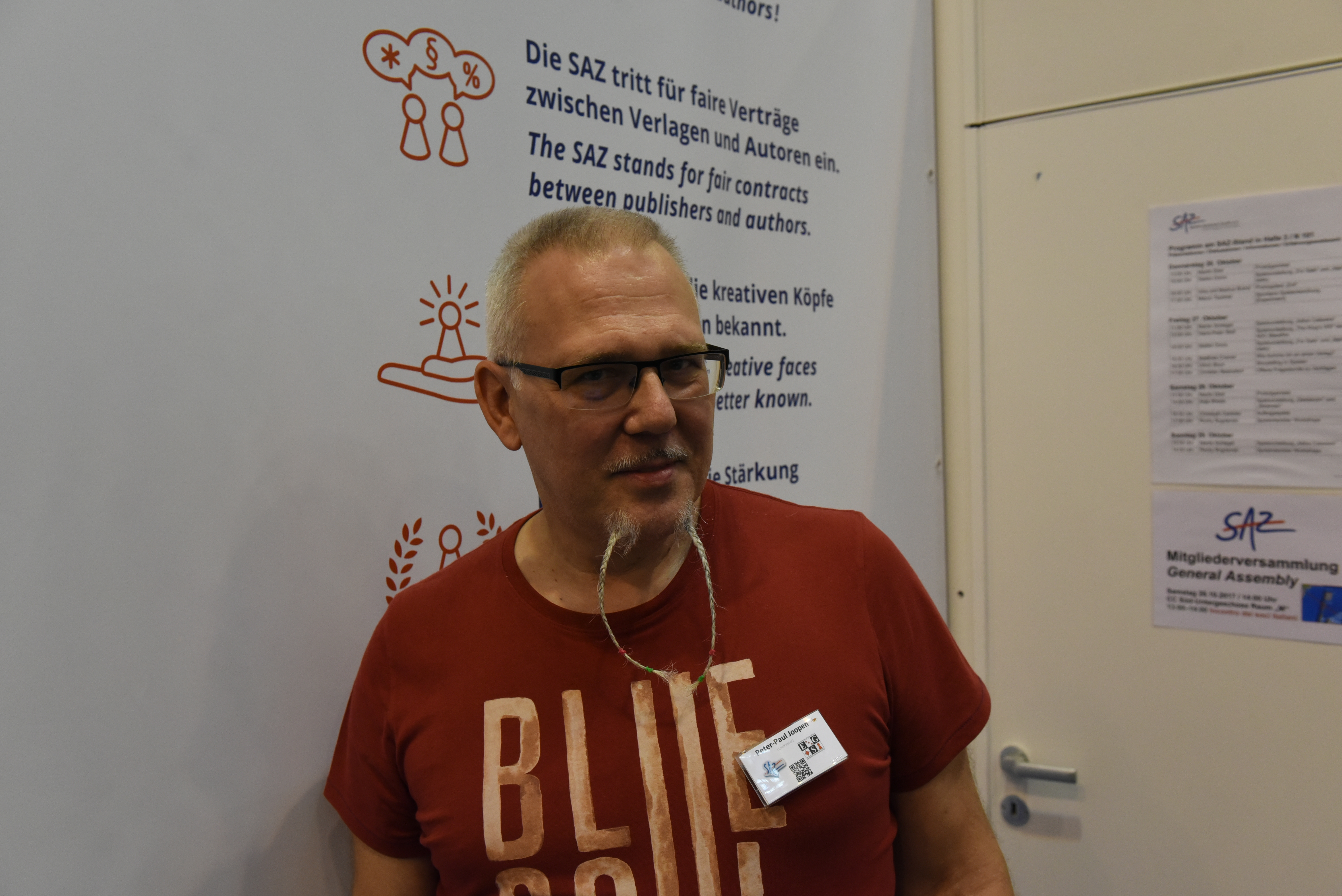
Peter-Paul Joopen 2017 in Essen.

Peter-Paul Joopen (* 1. Juni 1958 in Düren) ist ein deutscher Spieleautor. Er entwickelt nicht nur Kinder- und Familienspiele, sondern schreibt auch Kinderbücher.

## Ludografie
- 1997: Willi Wichtel (Amigo)
- 1998: Kayanak (Haba)
- 2001: Maskenball der Käfer (Selecta)
- 2002: Eureka! (gamewright)
- 2007: Altamira (Zoch Verlag)
- 2013: Kakerlakak (Ravensburger)

## Auszeichnungen / Spielepreise
- Spiel des Jahres: Sonderpreis Kinderspiel 1999 (Kayanak)[1]
- Deutscher Kinderspiele Preis 1999 (Kayanak)[2]
- Kinderspiel des Jahres 2002 (Maskenball der Käfer)[3]
- Schweizer Spielepreis 2002: 1. Platz in der Kategorie „Kinderspiele“ (Maskenball der Käfer)
- Deutscher Kinderspielepreis 2013 (Kakerlakak)
- Nominiert für den ToyAward auf der Spielwarenmesse 2013 in Nürnberg (Kakerlakak)[4]